# Washington County, New York
För andra Washington County, se Washington County.
Washington County är ett county i östra delen av delstaten New York, USA. Den administrativa huvudorten (county seat) är Fort Edward och ligger vid Hudsonfloden cirka 60 km norr om delstatens huvudstad Albany och cirka 30 km väster om gränsen till delstaten Vermont. Countyt fick sitt namn 1784 efter George Washington, USA:s förste president, innan kallades det Charlotte County.

## Geografi
Enligt United States Census Bureau har countyt en total area på 2 191 km². 2 165 km² av den arean är land och 26 km² är vatten.

### Angränsande countyn
- Essex County - nord
- Addison County, Vermont - nordost
- Rutland County, Vermont - öst
- Bennington County, Vermont - sydost
- Rensselaer County - syd
- Saratoga County - sydväst
- Warren County - väst

### Större städer och samhällen
- Fort Edward, med cirka 5 900 invånare
- Fort Ann
- Granville
- Greenwich
- Kingsbury, med cirka 11 000 invånare
- Whitehall